# Fontaine de Chorges
La fontaine de Chorges est une fontaine située en France sur la commune de Chorges, dans le département des Hautes-Alpes en région Provence-Alpes-Côte d'Azur. Datée de 1548 grâce à l'inscription 1548 gravée sur des faces de la colonne de distribution, elle fait l'objet d'une inscription au titre des monuments historiques par arrêté du 11 octobre 1930.

## Historique
Cette fontaine, une des plus anciennes du département, située sur la place Lesdiguières, a été construite en 1548 en marbre rose, provenant de l'ancienne carrière de Salados, en-dessous des Aiguilles de Chabrières et de Guillestre.
Gravement détériorée par les méfaits du temps, elle fut largement restaurée en novembre 2014,.

## Description
La fontaine est ronde et crache de l’eau par des dégorgeoirs qui rappellent le bestiaire fantastique du Moyen Âge.